# لويد بانكس
لويد بانكس (بالإنجليزية: Lloyd Banks) (و. 1982  م) هو موسيقي، ومغني راب، ومغني أمريكي، ولد في بالتيمور.

## وصلات خارجية
- لويد بانكس على موقع IMDb (الإنجليزية)
- لويد بانكس على موقع ميوزك برينز (الإنجليزية)
- لويد بانكس على موقع رولينغ ستون (الإنجليزية)
- لويد بانكس على موقع إن إن دي بي (الإنجليزية)
- لويد بانكس على موقع أول ميوزيك (الإنجليزية)
- لويد بانكس على موقع ديسكوغز (الإنجليزية)
- لويد بانكس على موقع قاعدة بيانات الفيلم (الإنجليزية)

- لويد بانكس في قاعدة بيانات الأفلام على الإنترنت